# Carnegie-Stadien
Die Carnegie-Stadien oder Embryonalstadien sind eine Einteilung der menschlichen Embryonalentwicklung in 23 Stadien während der acht Wochen der Embryonalperiode von der Befruchtung bis zum Beginn der Fetalperiode.
Die Stadieneinteilung wurde 1942 von George Linius Streeter (1873–1948), einem amerikanischen Embryologen, am Carnegie Institution for Science in Baltimore entwickelt. Danach wird ein Embryo entsprechend seinen morphologischen Merkmalen den verschiedenen Stadien zugeteilt. Er nannte diese Stadien ursprünglich Horizonte. Ihre Erkenntnisse gewannen er und seine Mitarbeiter an Rhesusaffen-Embryonen, da frühe menschliche Embryonen nicht zur Verfügung standen.
1987 wurde die Klassifikation durch Ronan R. O’Rahilly und Fabiola Müller von der University of California vervollständigt und die Stadien nun als Embryonal- oder Carnegie-Stadien bezeichnet.
Die Stadieneinteilung nach der Entwicklung erlauben eine genauere Einteilung, als dies nach der Größe oder dem Alter möglich wäre, obwohl das Verhältnis zwischen den Stadien und der Embryogröße ziemlich konstant ist.